# Ільницька Луїза Іванівна
Луї́за Іва́нівна Ільни́цька (нар. 29 вересня 1939, с. Печеськи Хмельницького району Хмельницької області) — український бібліограф, бібліографознавець, книгознавець, дійсний член Наукового товариства імені Шевченка.

## Життєпис
Народилася у сім'ї вчителів Івана Демидовича та Антоніни Михайлівни Бабичів.
У 1961 р. закінчила українське відділення філологічного факультету Львівського державного університету імені Івана Франка.
Працювала вчителем, коректором у видавництві.
З 1970 р. — бібліограф, з 1988 р. — завідувач відділу наукової бібліографії Львівської наукової бібліотеки АН УРСР (тепер — Львівська національна наукова бібліотека України імені Стефаника).

## Сім'я
- Чоловік Микола Ільницький (*1934) — літературознавець, критик, поет, перекладач. Член-кореспондент Національної академії наук України, доктор філологічних наук, професор, професор-консультант кафедри теорії літератури та порівняльного літературознавства Львівського національного університету імені Івана Франка, дійсний член Наукового товариства імені Шевченка.
- Син Ярослав Ільницький (*1963) — вчений-фізик, музикант, поет, перекладач. Доктор фізико-математичних наук, професор, завідувач відділу комп'ютерного моделювання багаточастинкових систем Інституту фізики конденсованих систем НАН України (м. Львів). Учасник численних музичних проєктів, зокрема «Львівські менестрелі» та «Riasni Drova Consort».
- Донька Мар'яна Комариця (*1967) — літературознавець, поет. Доктор філологічних наук, старший науковий співробітник, завідувачка відділу наукових досліджень української періодики Науково-дослідного інституту пресознавства Львівської національної наукової бібліотеки України імені Василя Стефаника.

## Наукові праці
- Ільницька Л. І. «Русалка Дністровая» (1837) у бібліотеках і музеях світу="Rusalka Dniestrovaja" (1837) in libraries and muzeums of the world: історико-книгознавче дослідження / НАН України, Львів. наук. б-ка ім. В. Стефаника; [наук. консультант Я. Д. Ісаєвич; відп. ред. Л. В. Головата]. — Львів, 2007. — 248 с., 32 с. іл.
- Бібліотека Наукового товариства ім. Шевченка: Книги і люди: Матеріали круглого столу / Упорядкування та загальна редакція тексів Л. І. Ільницької; Редкол.: Л. І. Крушельницька (відп. ред.) та ін.; НАН України, Львівська наукова бібліотека ім. В. Стефаника. — Львів, 1996. — 138 с.
- Іван Омелянович Левицький: Збірник наукових праць / Упорядкування та загальна редакція текстів Л. І. Ільницької / Редкол.: Л. І. Крушельницька (відп. ред.) та ін.; НАН України, Львівська наукова бібліотека ім. В. Стефаника; НТШ в Україні. — Львів, 2002. — 187 с.: іл.
- Бібліографічна Комісія Наукового товариства імені Шевченка у Львові (1909—1939): напрями діяльності та постаті / Упорядкування та загальна редакція текстів Л. І. Ільницької; Відп. ред. М. М. Романюк; Львівська національна наукова бібліотека України ім. В. Стефаника. — Львів, 2010. — 499 с.

## Бібліографічні покажчики
- М. Шолохов і українська література: до 70-річчя з дня народження: список літератури за 1955—1975 рр. // АН УРСР, Львів. наук. б-ка ім. В. Стефаника; [уклад. Л. І. Ільницька; ред. Є. М. Лазеба]. — Львів, 1975. — 11 с.
- М. О. Шолохов і Україна: бібліогр. покажчик / АН УРСР, Львів. наук. б-ка ім. В. Стефаника; [уклала Л. І. Ільницька; відп. ред. О. П. Кущ]. — Львів, 1978. — 113 с.
- Михайло Прокопович Гуменюк: бібліогр. покажчик / АН УРСР, Львів. наук. б-ка ім. В. Стефаника; [уклад. Л. І. Ільницька; відп. ред. Є. М. Стасюк]. — Львів, 1980. — 34 с.
- Роман Федорів: бібліогр. покажчик / АН УРСР, Львів. наук. б-ка ім. В. Стефаника; [уклад. Л. І. Ільницька; передм. Романа Лубківського; відп. ред. М. П. Гуменюк]. — Львів, 1980. — 56 с.
- Марко Вовчок у колі сучасників: бібліогр. покажчик до 150-річчя з дня народження / АН УРСР, Львів. наук. б-ка ім. В. Стефаника; [уклад.: Л. І. Ільницька, Б. Б. Лобач-Жученко; ред. М. П. Гуменюк]. — Львів, 1983. — 144 с.
- Микола Ільницький: бібліогр. покажчик / АН УРСР, Львів. наук. б-ка ім. В. Стефаника; [уклад. Л. І. Бабич; передм. Р. М. Лубківського; відп. ред. Є. М. Стасюк]. — Львів, 1984. — 76 с.
- Василь Стефаник: покажчик літератури за 1961—1981 рр. АН УРСР, Львів. наук. б-ка ім. В. Стефаника; [уклад. Л. І. Ільницька; наук. ред. Ф. Погребенника; відп. ред. Є. М. Стасюк]. — Львів, 1985. — 132 с.
- Роман Іваничук: бібліогр. покажчик / АН УРСР, Львів. наук. б-ка ім. В. Стефаника; [уклад. Л. І. Ільницька; передм. Р. М. Федорова; відп. ред. Є. М. Лізанець]. — Львів, 1989. — 88 с.
- Руська трійця: Маркіян Шашкевич, Іван Вагилевич, Яків Головацький: бібліогр. покажчик (1834—1990 рр.) / АН України, Львів. наук. б-ка ім. В. Стефаника; [уклад. Л. І. Ільницька; передм. Романа Лубківського; наук. ред. Ф. І. Стеблій]. — Львів, 1993. — 379 с.
- Репертуар української книги, 1798—1916: матеріали до бібліографії / НАН України, Львів. наук. б-ка ім. В. Стефаника, Ін-т укр. археографії та джерелознавства ім. М. Грушевського, Львів. відділення:
  - Т. 1.: 1798—1870; [упорядкув., підгот. до друку та примітки Л. І. Ільницької; відп. ред. Л. І. Крушельницька]. — Львів, 1995. — 387 с.
  - Т. 2.: 1871—1886; [упорядкув., підгот. до друку та примітки Л. І. Ільницької, О. І. Хміль; наук. ред. Я. Р. Дашкевича; відп. ред. Л. І. Крушельницька]. — Львів, 1997. — 401 с.
  - Т. 3.: 1887—1894; [упорядкув., підгот. до друку та примітки Л. І. Ільницької, О. І. Хміль; наук. ред. Я. Р. Дашкевича; відп. ред. Л. І. Крушельницька]. — Львів, 1999. — 427 с.
  - Т. 4.: 1895—1900; [упорядкув., підгот. до друку та примітки Л. І. Ільницької, О. І. Хміль; наук. ред. Я. Р. Дашкевича; відп. ред. Л. І. Крушельницька]. — Львів, 1999. — 487 с.
  - Т. 5.: 1901—1905; [упорядкув., підгот. до друку та примітки Л. І. Ільницької, О. І. Хміль; наук. ред. Я. Р. Дашкевича; відп. ред. Л. І. Крушельницька]. — Львів, 2001. — 415 с.
  - Т. 6.: 1906—1909; [упорядкув., підгот. до друку та примітки Л. І. Ільницької, О. І. Хміль; наук. ред. Я. Р. Дашкевича; відп. ред. Л. І. Крушельницька]. — Львів, 2002. — 453 с.
  - Т. 7.: 1910—1911; [упорядкув., підгот. до друку та примітки Л. І. Ільницької, О. І. Хміль; наук. ред. Я. Р. Дашкевича; відп. ред. Л. І. Крушельницька]. — Львів, 2003. — 363 с.
  - Т. 8.: 1912—1913; [упорядкув., підгот. до друку та примітки Л. І. Ільницької, О. І. Хміль; наук. ред. Я. Р. Дашкевича; відп. ред. Л. І. Крушельницька]. — Львів, 2004. — 403 с.
  - Т. 9.: 1914—1916; [упорядкув., підгот. до друку та примітки Л. І. Ільницької, О. І. Хміль; наук. ред. Я. Р. Дашкевича; відп. ред. Л. І. Крушельницька]. — Львів, 2005. — 246 с.
- Микола Ільницький: біобібліогр. покажчик / Львівський нац. ун-т імені Івана Франка, Наукова бібліотека; [уклад. Луїза Ільницька; наук ред. та авт. передм. «Поліфонія критичного слова» Василь Будний]. — Львів, 2004. — 253 с. — («Українська біобібліографія». Нова серія; Чис. 16. Біобібліографія вчених університету).
- Олексій Семенович Бориско: біобібліогр. покажчик / Вінницький нац. мед. ун-т імені М. І. Пирогова; [уклад. Л. І. Ільницька; передм. М. П. Чорнобривого; нарис «Дорогами життя» О. С. Бориска]. — Хмельницький, 2007. — 104 с.
- Українська книга в Галичині, на Буковині, Закарпатті, Волині та в еміграції, 1914—1939. Т. 1: 1914—1919 / Укладачі: Л. І. Ільницька (керівник проекту), Т. М. Дубова, Л. Я. Кужель, Н. А. Рибчинська, Л. Т. Сущ; Відп. ред. М. М. Романюк; Львівська національна наукова бібліотека України ім. В. Стефаника. — Львів, 2010. — 472 с.
- Українська книга в Галичині, на Буковині, Закарпатті, Волині та в еміграції, 1914—1939 : бібліографічний покажчик. Т. 2 : 1920—1923 / НАН України, Львівська національна наукова бібліотека України імені В. Стефаника ; уклад.: Л. І. Ільницька (керівник проекту), М. А. Ільницька, Л. Я. Кужель, Н. А. Рибчинська, Л. Т. Сущ, за участю Т. М. Дубової. — Львів, 2012. — 804 с.
- Українська книга в Галичині, на Буковині, Закарпатті, Волині та в еміграції, 1914—1939 : бібліографічний покажчик. Т. 3 : 1924—1927. У 2-х книгах. Кн. 1 : 1924—1925 / НАН України, Львівська національна наукова бібліотека України імені В. Стефаника, відділ наукової бібліографії ; уклад.: Л. І. Ільницька (керівник проекту), Т. М. Дубова, І. А. Жеваженко, Л. Я. Кужель, І. В. Морозова, Н. А. Рибчинська, М. А. Шуварик. — Львів, 2015. — 448 с.
- Українська книга в Галичині, на Буковині, Закарпатті, Волині та в еміграції, 1914—1939 : бібліографічний покажчик. Т. 3 : 1924—1927. У 2-х книгах. Кн. 2 : 1926—1927 / НАН України, Львівська національна наукова бібліотека України імені В. Стефаника, відділ наукової бібліографії ; уклад.: Л. І. Ільницька (керівник проекту), Т. М. Дубова, І. А. Жеваженко, Л. Я. Кужель, І. В. Морозова, Н. А. Рибчинська, М. А. Шуварик. — Львів, 2016. — С. 449—1022.
- Українська книга в Галичині, на Буковині, Закарпатті, Волині та в еміграції, 1914—1939 : бібліографічний покажчик. Т. 4 : 1928—1931. У 2-х книгах. Кн. 1 : 1928—1929 / НАН України, Львівська національна наукова бібліотека України імені В. Стефаника, відділ наукової бібліографії ; уклад.: Л. І. Ільницька (керівник проекту), Т. М. Дубова, Л. Я. Кужель, І. В. Морозова, Н. А. Рибчинська ; відп. ред. М. М. Романюк. — Львів, 2018. — 498 с.
- Українська книга в Галичині, на Буковині, Закарпатті, Волині та в еміграції, 1914—1939 : бібліографічний покажчик. Т. 4 : 1928—1931. У 2-х книгах. Кн. 2 : 1930—1931 / НАН України, Львівська національна наукова бібліотека України імені В. Стефаника, відділ наукової бібліографії ; уклад.: Л. І. Ільницька (керівник проекту), Т. М. Дубова, Л. Я. Кужель, І. В. Морозова, Н. А. Рибчинська ; відп. ред. М. М. Романюк. — Львів, 2018. — С. 499—1044.

## Премії і нагороди
- Нагороджена орденом «За заслуги» ІІІ ступеня (відповідно до Указу Президента України № 274 від 4 березня 2011 року).